# Austromerope poultoni
Austromerope poultoni is een schorpioenvlieg uit de familie van de Meropeidae. De wetenschappelijke naam van de soort is voor het eerst geldig gepubliceerd door Killington in 1933. 
De soort komt voor in West-Australië.